# Chubby Checker
Ernest Evans, conocido como Chubby Checker (Spring Gully, Carolina del Sur, 3 de octubre de 1941) es un cantante estadounidense, considerado por muchos como el "Rey del twist".
Nacido en Spring Gully, Carolina del Sur, y formado en Pensilvania, estudió en el South Philadelphia High School al lado de Frankie Avalon y Fabian Forte. La esposa de Dick Clark (conductor de American Bandstand) sugirió para él el nombre de "Chubby Checker", como juego de palabras y alusión afectuosa al músico Fats Domino. En 1964 contrajo matrimonio con la destacada modelo holandesa, Catharina Lodders, que había sido Miss Mundo en 1962.

## Éxito
"The Twist" (el cual había sido un éxito menor en la voz de Hank Ballard) fue tan popular que su público frecuentemente no le permitió cantar en otro estilo musical.
Popularizó muchos temas bailables.
Checker después lamentó:
...de alguna manera, "El Twist" realmente arruinó mi vida. Tuve la posibilidad de ser un gran artista de club nocturno, y el Twist la aniquiló, quedé fuera de proporción. Nadie nunca creyó que tuviese talento.
Fue el único artista discográfico en tener 5 álbumes en el Top 12 de popularidad  simultáneamente. Fue condenado por muchos al haber cambiado de golpe la manera de bailar la música desde 1959. 
Checker tuvo un número importante de éxitos con sus canciones bailables a mediados de los 60, pero cambió el gusto del público a final de su meteórica carrera en 1965. Invirtió mucho tiempo durante la segunda mitad de aquellos años en giras y grabaciones por Europa. Los 70 lo vieron convertirse en un icono del circuito de temas antiguos retornando como estrella menor de la era disco.

## Años recientes
Su material discográfico fue grabado para Cameo-Parkway Records y a principios de 1970 dejó de reeditarse. Sus últimos éxitos de los 60 incluían una versión del tema de los Beatles, "Back in The USSR" lanzado por Buddah Records. Ninguno estuvo disponible hasta el 2005 (casi todas sus copilaciones en CD consisten en grabaciones remasterizadas).
A pesar de su negativa a mirar al futuro, su gran éxito en sencillo adquirió nueva fama al grabarlo en una nueva versión. "El Twist" (lanzado en 1987) con el trío de cantantes de Rap, The Fat Boys. Irónicamente, la letra de su nueva versión implicaba que él estaba agradecido de su asociación con el twist. Beneficiándose por una vez más del tema que lo convirtió en una estrella, Checker la cantó en un comercial para Galletas Oreo a principios de 1990. Abrió un restaurante propio, el cual administra, y en donde actúa frecuentemente.

## Sus éxitos
- "The Class"
- "Jingle Bell Rock" (con Bobby Rydell)
- "The Twist" (#1 en las listas de popularidad Billboard Hot 100 el 19 de septiembre de 1960, logrando el primer lugar por una semana y regresando al primer lugar el 19 de enero de 1962, por dos semanas).

"Slow Twistin'" (con Dee Dee Sharp) 
"Pony Time" (escrita por Don Covay; fue #1 en el Billboard Hot 100 el 27 de febrero de 1961, manteniéndose en primer lugar durante 3 semanas) 
- "Let's Twist Again"
- "Limbo Rock"
- "Dancin' Party"

"The Twist," "Pony Time," "Slow Twistin'," "Let's Twist Again" y "Limbo Rock" cada una vendió más de un millón de copias alrededor del mundo. "The Twist" fue relanzada en 1961, una vez más, vendiendo otra vez un millón.

## Curiosidades
- Su hija Mistie Bass es una jugadora profesional de baloncesto, y juega en los Comets de Houston en la WNBA.[5]
- Chubby Checker es mencionado en la serie de dibujos animados "School House Rock" como un nombre, es una persona, lugar o cosa. En lo que es quizá el más famoso error de la serie, lo describen como un hombre blanco.
- Chubby encabezó el Show de medio tiempo de la edición XXII del Super Bowl.
- Hizo con su voz, una parodia de sí mismo, en la atracción del Epcot Center Food Rocks -cerrada en la actualidad-, apareciendo como Chubby Chedar, un muñeco gordinflón de queso, proyectado en sombra como títere.
- Chubby conoció a su esposa durante el Oktoberfest (festival de octubre) en 1964. Ahí canto sus éxitos, y ella apareció como la reinante Miss Mundo. A los pocos meses después, el voló a Ámsterdam para pedirle a los padres de Catharina, la mano de su hija.
- Apareció como él mismo en Quantum Leap (Viajeros en el tiempo) en el episodio "Good Morning Peoria", donde Sam Beckett (Scott Bakula) le enseña a  bailar el Twist. Tiempo después es adoptado (como lo demostró la historia) por Chubby Checker.
- Chubby acreditó a su saxofonista de mucho tiempo, originario de Maryland del Sur, Roy Robertson, por su longeva carrera, diciendo que Robertson fue "el mejor intérprete de saxo que alguna vez vi o escuché, ¡rayos!".
- Chubby Checker es mencionado en la canción de Billy Joel "We didn't start the fire".